# LXXIII Corpo de Exército (Alemanha)
O LXXIII Corpo de Exército (em alemão:LXXIII. Armeekorps) foi um Corpo de Exército alemão que operou durante a Segunda Guerra Mundial.

## Comandantes
| Comandante                           | Data                                       |
| ------------------------------------ | ------------------------------------------ |
| General der Infanterie Anton Dostler | 25 de novembro de 1944 - 8 de maio de 1945 |

## Área de operações
| Itália | julho de 1944 - maio de 1945 |